# Шелуганово
Шелуганово — деревня в Демидовском районе Смоленской области России. Входит в состав Полуяновское сельского поселения. Население — 12 жителей (2007 год).
Расположена в северо-западной части области в 15 км к западу от Демидова, в 12 км западнее автодороги Р133 Смоленск — Невель, на берегу реки Чернявка. В 43 км южнее деревни расположена железнодорожная станция О.п. 439-й км на линии Смоленск — Витебск.

## История
В годы Великой Отечественной войны деревня была оккупирована гитлеровскими войсками в июле 1941 года, освобождена в сентябре 1943 года.